# Agafonóvskaia
Agafonóvskaia (en rus: Агафоновская) és un poble de l'óblast de Vólogda, a Rússia, que el 2002 tenia 2 habitants. Pertany al districte rural de Vójega.